# 富士宮市立大富士小学校
富士宮市立大富士小学校（ふじのみやしりつ おおふじしょうがっこう）は、静岡県富士宮市にある公立小学校。

## 概要
- 令和6年度の児童数は838名。富士宮市では富士根南小学校に次いで2番目に児童数の多い小学校である[1]。
- 平成21年（2009年）4月、市内の小学校で初めて通級指導教室が設置された。[2]。

## 通学区域
- 万野1区（4町内を除く）・万野2区・万野3区・万野4区
- 万野希望区
- 宮原区（県道朝霧富士宮線以西を除く）
- 宮原1区
- 山宮2区（佐久間送電線以南）・山宮4区（佐久間送電線以南）
- 粟倉1区（2町内2班（佐久間送電線以南））
- 外神東町（市道粟倉外神線以南及び市道押出長穴線以東）[3]

## 指定避難所
- 万野(まんの)1区
- 万野3区
- 万野4区
- 万野希望区[4]

## 進学先中学校
- 富士宮市立大富士中学校